# Alloteratura klankamsorni
Alloteratura klankamsorni är en insektsart som beskrevs av Sänger och Brigitte Helfert 2004. Alloteratura klankamsorni ingår i släktet Alloteratura och familjen vårtbitare. Inga underarter finns listade i Catalogue of Life.